# أكسيد الأنتيموان الثلاثي
ثلاثي أكسيد الأنتيمون هو مركب كيميائي له الصيغة Sb2O3، ويكون على شكل مسحوق بلوري أبيض، يستخدم كخضاب أبيض ذو قدرة على التغطية تماثل الليثوبون مع استخدامه في تحضير البويات المعوقة للحرائق وذلك عند خلطه مع المطاط المكلور كوسط الدهان.
ينتمي ثالث أكسيد الأنتيمون إلى مجموعة معيقات اللّهب اللاعضوية ، ويكون ذا لون أبيض أو عديم اللون إعتماداً على تركيبه الداخلي ، حيث يكون التركيب المكعب عديم اللون، بينما يكون التركيب المعيني ذا لون أبيض . يكون ثالث أكسيد الأنتيمون المكعب مستقراً تحت درجة حرارة (570 °س) ، في حين إن ثالث أكسيد الأنتيمون المعيني يكون مستقراً فوق درجة حرارة (570oC) .

## الخواص
- البنية البلورية لمركب ثلاثي أكسيد الأنتيموان تشابه بنية ثلاثي أكسيد الفوسفور.
- لا ينحل مركب ثلاثي أكسيد الأنتيموان في الماء.
- يعد مركب ثلاثي أكسيد الأنتيموان من الأكاسيد المذبذبة (أمفوتيرية) حيث أنه ينحل في كل من الحموض المركزة والقلويات.
- يتغير لون ثلاثي أكسيد الأنتيموان بالتسخين إلى الأصفر، وبالتبريد يعود إلى لونه الأبيض. بتسخينه إلى ما فوق 800°س يضم جزيئة أكسجين أخرى متحولاً إلى رباعي أكسيد الأنتيموان والذي هو أكسيد مختلط من ثلاثي أكسيد الأنتيموان وخماسي أكسيد الأنتيموان.

## التحضير
يحضر مركب ثلاثي أكسيد الأنتيموان من تسخين ثلاثي كبريتيد الأنتيموان في وسط من أكسجين الهواء الجوي (تحميص).
كما يحضر من حرق الأنتيموان حسب المعادلة

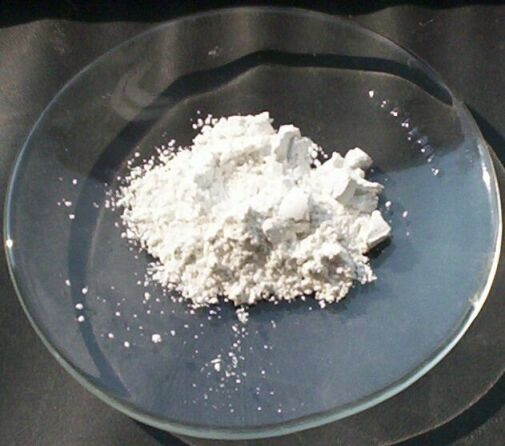
أكسيد الأنتيموان الثلاثي